# Дефранс, Альбер
Жюль-Альбер Дефранс (фр. Jules-Albert Defrance, в некоторых источниках де Франс; 1860—1936) — французский дипломат.

## Биография
Родился 2 апреля 1860 года в Париже, получил юридическое образование. 5 декабря 1880 года после двухлетнего обучения праву, по результатам конкурсного отбора был принят на работу в органы политического руководства и начал дипломатическую карьеру в МИД Франции. 10 февраля 1889 года женился на гречанке Софи Эвангелино (одна дочь).
1 февраля 1882 г. командирован в Берлин, с 28 февраля 1885 г. секретарь посольства в Константинополе. С 9 января 1888 г. секретарь посольства Франции в Сантьяго-де-Чили, с 8 января 1893 г. секретарь посольства в Мадриде. С 11 июня 1895 г. — и. о. дипломатического агента 3-го класса в Бангкоке. 18 сентября 1902 г. назначен полномочным дипломатическим представителем в Тегеране. С 2 февраля по 28 мая 1906 г. был членом комиссии по изучению вопросов реформирования администрации Крита, 23 января и 28 декабря 1907 г. заместитель управляющего в политическом руководстве Леванта.
С 10 апреля 1909 года — дипломатический представитель Франции в Стокгольме, 1 июня 1910 г. — и. о. дипломатического агента и генерального консула в Каире.
C 6 января 1919 года — верховный комиссар Антанты от Франции в Константинополе (после краткого пребывания в Брюсселе). Прибыл в Константинополь 30 марта 1919 года, исполнял должность до декабря 1920 года, когда его на этой должности сменил Морис Пелле. В ноябре 1920 года Дефранс принимал активное участие в размещении российских беженцев — остатков белой армии, прибывших в Константинополь под командованием генерала Врангеля. При этом он разрешил оставить в неприкосновенности воинские части белой армии и подчинение войсковых частей своим офицерам. Другой французский дипломат, работавший в Турции, Анри Франклин-Буйон, негативно оценил деятельность Дефранса на этом посту, приведя в качестве причин его необъективность («женат на гречанке, тесть английского полковника») и плохое знание страны в целом.
С 23 ноября 1920 года посол в Мадриде. Ушёл на пенсию в 1924 году. Умер в 1936 году.